# Радио 1
Радиостанция «Радио 1» (ГАУ МО «Радио 1») — первая радиостанция Московского региона.

## История
За время существования радиовещание Подмосковья радио несколько раз реорганизовывалось. Современный этап его истории начинается 7 октября 1993 года с постановления Совета Министров — Правительства Российской Федерации от 7 октября 1993 года «Об организации Государственной радиовещательной компании „Радио Подмосковья“». В 2002 году компания была преобразована в "Государственное автономное учреждение Московской области "Телерадиовещательная компания «РТВ-Подмосковье».
В 2023 году переименовано — Государственное автономное учреждение Московской области «Радио 1». C 2014 года по 30 июня 2016 года радиостанция называлась «Наше Подмосковье». С 1 июля 2016 года называется «Радио 1».
20 февраля 2025, по некоторой информации, неизвестными была перехвачена онлайн-трансляция на сайте «Радио 1». Во время инцидента транслировались мемные видеоролики, а также RYTP; на бегущей строке присутствовало множество провокационных надписей.
8 марта 2025 вновь произошёл перехват эфира онлайн-трансляции.

## Концепция
«Радио 1» — информационная радиостанция, основной контент составляют актуальные новостные, социально-экономические и информационно-развлекательные программы о жизни Подмосковья, а также деятельности губернатора и Правительства Московской области. В Доме правительства Московской области работает собственная студия «Радио 1».
«Радио 1» вещает не только в круглосуточном режиме, но и предлагает аудитории информационный контент на других радиостанциях Московской области:
- Вести FM
- Авторадио
- Радио России
- Радио Родных Дорог
- Радио Дача
- Русское радио
- Радио «Гордость» 105,0 FM (п.установки передатчика г. Москва)

Совокупный охват аудитории «Радио 1» в Московской области составляет около 5 млн человек. Подмосковная повестка охватывает практически все целевые аудитории.
«Радио 1» сотрудничает с крупными федеральными радиостанциями, которые накрывают сигналом Москву и ближайшее Подмосковье. Жители почти всех населённых пунктов столичного региона получают на разных платформах достоверную, оперативную, актуальную информацию от эфирной службы «Радио 1». Общий охват аудитории областной повесткой составляет до 20 млн человек.
Радиостанция «Радио 1» осуществляет вещание, основываясь на принципах мультимедийной журналистики: функционирует интернет-вещание, собственный канал на видеохостинге YouTube и аккаунты в наиболее востребованных социальных сетях — в instagram, в Telegram , «Радио 1» на facebook, группа Вконтакте.

## Руководство
Генеральный директор — Виталий Беспалов
Главный редактор — Виталий Беспалов

## Достижения
По данным компании «Медиалогия», в I квартале 2021 года «Радио 1» заняло 1 место в рейтинге СМИ Московской области, по итогам II квартала 2021 года радиостанция находится на 2 месте.
В 2020 году «Радио 1» названо «Лучшим региональным СМИ в экономической журналистике» по итогам Всероссийского конкурса «Экономическое возрождение России».
Радиостанция неоднократно становилась финалистом профессиональной национальной премии «Радиомания».
В 2015 году программа радиостанции «Наше Подмосковье» (ныне — «Радио 1») к 700-летнему юбилею Сергия Радонежского «Игумен Земли Русской» стала финалистом ежегодной национальной премии «Радиомания» в номинации «Лучшая тематическая программа, рубрика, репортаж»
В 2016 году в финал «Радиомании» вышел выпуск Новостей «Радио 1». 
В 2017 году в шорт-лист «Радиомании» вошёл проект «Радиомарафон, посвящённый 75-летию Битвы под Москвой».
Также по итогам общероссийского конкурса «Вместе радио — 2017» в этапе Центрального федерального округа (ЦФО) «Радио 1» стало победителем в номинации «Еженедельный информационный выпуск».
В 2018 году в финал «Радиомании» вышел репортаж «О рогах, копытах и любви. История одной семьи».
В 2019 году в финал «Радиомании» вышла программа «Лето в Подмосковье».
В 2020 году в финал «Радиомании» вышли сразу две работы радиостанции — выпуск Новостей (ведущий Евгений Дубов) и программа «Честно говоря» (автор и ведущая Кристина Никитина).
Самое цитируемое СМИ в Московской области по итогу 2021 года.

## Частоты вещания по городам (вМГц)
- Волоколамск — 102,3 FM (совместное вещание с «Радио Родных Дорог»)
- Воскресенск — 106,8 FM (совместное вещание с радио «Вести FM»)
- Дмитров — 102,8 FM (совместное вещание с «Радио России»)
- Дубна — 95,8 FM (совместное вещание с радио «Вести FM»)
- Егорьевск — 103,3 FM (совместное вещание с «Радио России»)
- Кашира — 94,9 FM (совместное вещание с «Радио Родных Дорог»)
- Коломна — 94,2 FM (совместное вещание с радио «Вести FM»)
- Клин — 89,7 FM (круглосуточное вещание «Радио 1»)
- Краснозаводск — 89,7 FM (круглосуточное вещание «Радио 1»)
- Луховицы — 96,3 FM (совместное вещание с радио «Вести FM»)
- Можайск — 92,2 FM (совместное вещание с «Радио Родных Дорог»), 97,8 FM (совместное вещание с «Радио России»), 103,2 FM (круглосуточное вещание «Радио 1»)
- Наро-Фоминск — 89,7 FM (совместное вещание с радио «Вести FM»)
- Озёры — 90,4 FM (совместное вещание с «Радио Родных Дорог»)
- Орехово-Зуево — 89,3 FM (совместное вещание с радио «Вести FM»), 97,8 FM (совместное вещание с «Радио Дача»), 102,1 FM (совместное вещание с «Радио России»)
- Павловский Посад — 104,5 FM (совместное вещание с «Радио России»)
- Подольск — 91,7 FM (круглосуточное вещание «Радио 1»)
- Руза — 107,6 FM (совместное вещание с радио «Вести FM»)
- Серебряные Пруды — 98,9 FM (круглосуточное вещание «Радио 1»), 105,1 FM (совместное вещание с «Радио Родных Дорог»)
- Серпухов — 98,2 FM (совместное вещание с радио «Вести FM»), 104,0 FM (совместное вещание с «Радио России»)
- Ступино — 100,3 FM (совместное вещание с радио «Радио России»)
- Талдом — 88,8 FM (круглосуточное вещание «Радио 1»), 91,0 FM (совместное вещание с «Радио Родных Дорог»)
- Чехов — 65,90 УКВ (совместное вещание с радио «Радио России»)
- Чехов — 94,2 FM (совместное вещание с радио «Радио Дача»)
- Шатура — 91,0 FM (круглосуточное вещание «Радио 1»)
- Шаховская (Лотошино) — 102,9 FM (совместное вещание с «Радио Родных Дорог»)
- Радио «Гордость» 105.0 FM (пункт установки передатчика г. Москва) вещает в городах Московской области: Балашиха, Бронницы, Власиха, Дзержинский, Долгопрудный, Домодедово, Жуковский, Звездный городок, Истра, Королёв, Котельники, Краснознаменск, Красногорск, Ленинский, Лобня, Лосино-Петровский, Сергиев-Посад, Лыткарино, Люберцы, Мытищи, Одинцово, Пушкино, Красноармейск, Ивантеевка, Раменское, Реутов, Солнечногорск, Фрязино, Химки, Черноголовка, Щелково.

## Другие способы вещания
«Радио 1» вещает в кабельном ТВ 59 городов Московской области. Канал приёма и способы настройки можно уточнять у локальных кабельных операторов.
Радиостанцию также можно принимать со спутника Триколор ТВ 36 градусов. Радиостанция Radio1 Появилась на 11996 L 27500 3/4. DVB-S2.